# Charles Butler McVay III
Charles B. McVay III (30 tháng 7 năm 1898 - 06 tháng 11 năm 1968) là một người Mỹ sĩ quan hải quân và các sĩ quan chỉ huy của tàu tuần dương hạng nặng USS Indianapolis (CA-35) khi nó đã bị đánh chìm trong năm 1945, thiệt hại nhân mạng nặng nề. Trong số tất cả các thuyền trưởng trong lịch sử của Hải quân Hoa Kỳ , ông là người duy nhất bị luận tội bởi tòa án quân sự vì để tàu của mình chìm chiến tranh, mặc dù thực tế rằng tàu của ông đang làm một nhiệm vụ bí mật hàng đầu (USS Indianapolis mang theo các linh kiện và nguyên liệu Uranium cho trái bom nguyên tử Little Boy). Sau nhiều năm với các vấn đề sức khỏe tâm lí, ông tự sát. Với những nỗ lực của các thủy thủ còn sống sót và những người khác, McVay được truy tặng và được giải tội bởi Cuộc gặp gỡ lần thứ 106 của Quốc hội Hoa Kỳ và Tổng thống Bill Clinton vào ngày 30 tháng 10 năm 2000.

## Giáo dục và sự nghiệp
Charles Butler McVay III đã được sinh ra ở Ephrata, Pennsylvania vào ngày 30 Tháng Bảy năm 1898 trong một gia đình Hải quân. Cha của ông, Charles Butler McVay Jr (ngày 09 tháng 9 năm 1868 - 28 tháng 10 năm 1949), người đã chỉ huy cuộc đấu thầu Yankton trong suốt hành trình của Hạm đội Great White (1907-1909), là một đô đốc trong Hải quân Hoa Kỳ trongThế giới chiến I , và phục vụ như Commander-in-Chief của Hạm đội châu Á đầu những năm 1930.
Charles III đã tốt nghiệp 1920 của Học viện Hải quân Hoa Kỳ ở Annapolis, Maryland . Trước khi tham gia chỉ huy của Indianapolis trong tháng 11 năm 1944, McVay là chủ tịch của Ủy ban Tình báo chung của Chiefs of Staff Combined ở Washington, DC ,đơn vị tình báo cao nhất  của Đồng Minh". Trước đó, trong Chiến tranh Thế giới II , ông được trao giải Silver Star để hiển thị sự dũng cảm dưới hoả lực.
McVay dẫn tàu qua các cuộc xâm lược của Iwo Jima , sau đó các cuộc oanh tạc của Okinawa vào mùa xuân năm 1945, trong thời gian đó Indianapolis đã bắn hạ bảy máy bay đối phương trước khi con tàu bị tấn công bởi một kamikaze vào ngày 31 tháng 3, gây thương vong nặng nề, trong đó có 13 người chết, và xuyên vào trong thân tàu. McVay cho con tàu trở lại một cách an toàn về Mare Island ở California để sửa chữa.

## Chìm tàuIndianapolis
Cuối năm đó, Indianapolis nhận được đơn đặt hàng để thực hiện các bộ phận và vật liệu hạt nhân sẽ được sử dụng trong các quả bom nguyên tử mà đã sớm được thả xuốngHiroshima và Nagasaki để Tinian . Sau khi cung cấp của ông bí mật đầu hàng, con tàu đang trên đường để báo cáo cho nhiệm vụ tiếp tục đi Okinawa .
Sáng sớm của ngày 30 Tháng 7 năm 1945, cô đã bị tấn công bởi các tàu ngầm Nhật I-58 dưới Commander Mochitsura Hashimoto . Hashimoto đưa ra sáu ngư lôi và trúng 2 quả vào Indianapolis, quả đầu tiên đã phá huỷ hơn 40 feet phía mũi tàu, quả thứ hai chạm bên mạn phải ở khung bốn mươi (bên dưới cầu tàu). Indianapolis ngay lập tức bị nghiêng mười lăm độ, bị lật úp và chìm trong vòng 12 phút. Trong số thủy thủ đoàn 1.196 người, 879 người chết. Đây là thảm họa tồi tệ nhất trên biển trong toàn bộ cuộc chiến cho Hải quân Mỹ.

## Cứu hộ trì hoãn
Khoảng 300 của 1.196 người đàn ông trên tàu thiệt mạng trong các cuộc tấn công ban đầu. Phần còn lại của thủy thủ đoàn, 900 người, bị bỏ trôi nổi trong nước mà không có thuyền cứu hộ cho đến khi giải cứu được hoàn thành bốn ngày (100 giờ) sau đó. Bởi vì các giao thức của Hải quân về nhiệm vụ bí mật, con tàu đã không được báo cáo "quá hạn" và cứu hộ đến chỉ sau khi những người sống sót đã được phát hiện bởi phi công Trung Wilber (Chuck) Gwinn và phi công Trung Warren Colwell trên một chuyến bay tuần tra thường xuyên. Với những thủy thủ đã chọn bỏ tàu, hầu hết là bỏ mạng là d từ thương tích trên tàu, mất nước, kiệt sức, và kết quả của việc uống nước muối, và sự tấn công của cá mập. Các vùng biển đã vừa phải, nhưng tầm nhìn không được tốt.Indianapolis đã được hấp đạt 15,7 hải lý (29 km/h). Khi con tàu chưa tới Leyte vào ngày 31, theo kế hoạch, không có báo cáo được đưa ra là cô ấy đã quá hạn. Thiếu sót này đã được chính thức ghi nhận sau này như là "do sự hiểu lầm của Hệ thống Báo cáo Chuyển động ".
Nhiều năm sau, câu chuyện được giới thiệu một thế hệ mới bằng cách của các bộ phim bom tấn 1975 Jaws , trong đó nhân vật của Quint được miêu tả như là một nạn nhân của vụ việc.

## Tranh cãi
McVay bị thương nhưng đã sống sót và là một trong số những người được cứu sống. Ông liên tục yêu cầu Hải quân tại sao phải mất năm ngày để giải cứu người đàn ông của mình, và ông không bao giờ nhận được một câu trả lời. Hải quân lâu đã tuyên bố rằng thông điệp SOS đã không bao giờ nhận được vì con tàu đã hoạt động theo chính sách của sự im lặng vô tuyến điện; hồ sơ giải mật cho thấy rằng ba thông điệp SOS đã được tiếp nhận một cách riêng biệt, nhưng không ai được hành động ngay vì một chỉ huy nghĩ rằng nó là một mưu mẹo của Nhật Bản, một đã ra lệnh không bị quấy rầy, và một phần ba là say rượu. [ cần dẫn nguồn ]
Sau một Hải quân Tòa Tin nhắn của bạn nên McVay là Tòa án Quân cho sự mất mát của Indianapolis , Đô đốc Chester Nimitz không đồng ý và thay vì ban hành đội trưởng mộtbức thư khiển trách . Đô đốc Ernest King lật ngược quyết định Nimitz và đề nghị một tòa án quân sự, trong đó Bộ trưởng Hải quân James Forrestal sau đó triệu tập. McVay bị buộc tội là không di chuyển zigzag và thất bại trong việc bỏ tàu theo quy định. Đô đốc King nên đặt ra một hình phạt. [2] [3] Hashimoto, người chỉ huy tàu ngầm Nhật đã đánh chìm Indianapolis , đã ghi nhận là mô tả tầm nhìn đồng thời là công bằng (mà được minh chứng qua thực tế là ông đã có thể nhắm mục tiêu và chìm Indianapolis ở nơi đầu tiên). Chuyên gia tàu ngầm Mỹ làm chứng rằng "lạng lách" là một kỹ thuật có giá trị không đáng kể trong cơ động tránh ngư lôi từ tàu ngầm của đối phương. Hashimoto cũng làm chứng cho hiệu ứng này. [1] Mặc dù chứng rằng, phán quyết chính thức là khả năng hiển thị được tốt, và tòa án tổ chức McVay chịu trách nhiệm về việc không ngoằn ngoèo.
Một điểm nữa của tranh cãi là bằng chứng cho thấy các đô đốc trong Hải quân Hoa Kỳ đã được chủ yếu chịu trách nhiệm cho việc đặt các tàu đi vào đó. Ví dụ, McVay yêu cầu một hộ tống tàu khu trục cho Indianapolis , [4] , nhưng yêu cầu của ông đã bị từ chối bởi vì ưu tiên cho các tàu khu trục vào thời điểm đó đã được hộ tống vận chuyển đến Okinawa, và chọn lên các phi công bị bắn rơi B-29 cuộc tấn công vào Nhật Bản. Ngoài ra, lệnh hải quân giả định đường McVay của sẽ được an toàn tại thời điểm đó trong chiến tranh. [1] Nhiều tàu, bao gồm hầu hết các tàu khu trục, được trang bị thiết bị phát hiện tàu ngầm, nhưng Indianapolis đã không được trang bị, trong đó phôi quyết định từ chối yêu cầu McVay của cho một hộ tống là một sai lầm bi thảm.
Ngày 24 tháng 7 năm 1945, chỉ sáu ngày trước khi chìm của Indianapolis , tàu khu trục Underhill đã bị tấn công và đánh chìm tại khu vực tàu ngầm Nhật Bản. Tuy McVay không bao giờ được thông báo về việc này, và nhiều người khác, một phần là do các vấn đề về bí mật tình báo. [1] McVay đã được cảnh báo về sự hiện diện tiềm năng của tàu ngầm Nhật Bản, nhưng không phải của các hoạt động xác nhận thực tế.
Mặc dù khoảng 380 tàu của Hải quân Mỹ đã bị mất trong chiến đấu trong chiến tranh thế giới II , [5] McVay là thuyền trưởng duy nhất để được Tòa án Quân sự cho sự mất mát của con tàu của mình. [6]
Nó đã được công nhận rộng rãi rằng ông đã được một anh chàng thất bại của Hải quân. [7] Tuy vậy, McVay được phong hàm lên Chuẩn Đô Đốc khi ông nghỉ hưu vào năm 1949.
Trong cuốn sách của mình từ bỏ tàu , tác giả Richard F. Newcomb thừa một động lực cho Đô đốc Ernest J King đặt hàng McVay của tòa án quân sự. Theo cha Captain McVay III, Đô đốc Charles B McVay Jr, "," King không bao giờ quên mối hận thù, "ông phát nổ. King đã từng là một sĩ quan cấp dưới sự chỉ huy của ông già khi King và các quan chức khác lẻn đưa một số phụ nữ trên tàu. Đô đốc McVay đã có thư khiển trách được đặt trong hồ sơ của King. "Bây giờ," ông nổi cơn thịnh nộ, "King sử dụng bạn để được trở lại với tôi".

## Tự tử
Vào ngày 06 Tháng 11 năm 1968, McVay đã tự tử bằng cách bắn mình với khẩu súng lục dịch vụ của mình tại nhà của ông ở Litchfield , Connecticut , nắm trong tay một thủy thủ đồ mà cha ông cho. [8] Ông đã được tìm thấy ngay bên ngoài cổng sau của mình bằng cách của mình người làm vườn. [9] Mặc dù không một ghi chú nào được viết lại, McVay đã được biết đến bởi những người gần gũi với anh ấy đã phải chịu đựng sự cô đơn, đặc biệt là sau khi mất đi người vợ của mình đến ung thư. [10] McVay cũng đấu tranh trong suốt cuộc đời của mình từ thư luẩn quẩn và các cuộc gọi điện thoại của anh định kỳ nhận được từ người thân đau buồn của thuyền viên chết trên tàu Indianapolis . [10]

## Miễn trừ
USS Indianapolis người sống sót có tổ chức, và nhiều năm chi tiêu cố gắng để xóa tên đội trưởng của họ. Nhiều người, từ con trai của McVay của Charles McVay IV (1925-2012) để tác giả Dan Kurzman, người ghi chép các Indianapolis sự cố trong Voyage Fatal , các thành viên của Quốc hội từ lâu đã tin McVay bị oan bị kết án. Paul Murphy, chủ tịch của tàu USS Indianapolis Tổ chức Những người sống sót, cho biết: "Thuyền trưởng McVay của tòa án quân sự đã được chỉ đơn giản là để chuyển hướng sự chú ý từ những mất mát khủng khiếp của cuộc sống gây ra bởi những sai lầm về thủ tục mà không bao giờ cảnh báo bất cứ ai mà chúng tôi đã bị mất tích."
Hơn năm mươi năm sau khi vụ việc, một sinh viên 12 tuổi ở Pensacola, Florida , Hunter Scott , là công cụ trong việc nâng cao nhận thức về sẩy thai của công lý thực hiện tại tòa án quân sự của đội trưởng. Là một phần của một dự án trường học cho ngày Lịch sử Quốc gia, người thanh niên được phỏng vấn gần 150 người sống sót của Indianapolis chìm và xem xét 800 tài liệu. Lời khai của ông trước Quốc hội Mỹ đưa cả nước chú ý đến tình hình. [11] [12] [13]
Trong tháng 10 năm 2000, Quốc hội Hoa Kỳ đã thông qua giải pháp mà báo cáo về vụ án của McVay nên được phản ánh rằng "ông được minh oan cho sự mất mát của tàu tuần dương hạng nặng USS Indianapolis ." Tổng thống Clinton cũng đã ký quyết định. [14] Thuyền trưởng (Trung tá Hải quân) Hashimoto qua đời năm ngày trước khi miễn trừ (Vào ngày 25 tháng 10 ).
Trong tháng 7 năm 2001, Bộ trưởng Hải quân Gordon R. England ra lệnh chính thức McVay đã được khai trừ toàn bộ các hành vi sai trái của ông. [15] [16]